# Jens Roth (Schauspieler)
Jens Roth (* 13. September 1964 in Celle) ist ein deutscher Schauspieler, Regisseur, Autor und Schauspielcoach.

## Leben
Nach einem Grafikstudium am Institut für Grafik und Design Hamburg von 1987 bis 1990 begann er 1991 eine Schauspielausbildung am Bühnenstudio der darstellenden Künste in Hamburg. Später wechselte er an die Schule für Schauspiel Hamburg, wo er seine Ausbildung 1993 mit der Bühnenreife der Paritätischen Prüfungskommission abschloss. Er absolvierte Workshops bei Dominik De Fazio und Gabrielle Roth. 2002 folgte eine halbjährige Fortbildung an der Deutschen Schauspieler und Medien Akademie Berlin mit Schwerpunkt Medienschauspiel.
Nach der Schauspielausbildung arbeitete Roth an verschiedenen Bühnen in Deutschland, so 1994 an der Schleswig Holsteinischen Landesbühne als Sigfried in Hebbels „Siegfrieds Tod“, 1995 in zwei Hauptrollen in „Das rothaarige Mädchen“ und „Sacco und Vancetti“ am MOKS vom Bremer Schauspielhaus, 1996 in Johann Kresniks „Pasolini“ am Hamburger Schauspielhaus und „Riefenstahl“ am Kölner Schauspiel. Des Weiteren spielte er in freien Produktionen wie „Titanic“ unter der Regie von Annette Stroux und Matthias Mielitz 1997 im kleinen Wasserspeicher am Prenzlauer Berg und die Titelrolle in „Pastor Ephraim Magnus“ 1998 D.H.A.S. Theater Hamburg unter der Regie von Christian Liffers. Als Theaterregisseur inszenierte er  im Jahr 2001 das Stück „Sunshine“ von William Mastrosimone am „Theater Zerbrochene Fenster“ in Berlin.
1997 bis 2003 spielte Roth die Nebenrolle des Wachmann Thomas Zorn in der Seifenoper Verbotene Liebe. Nach 2001 spielte er in verschiedenen Film- und Fernsehproduktionen. Sein Film Berlin Angels wurde 2013 für den Deutschen Kamerapreis nominiert. Beim International Filmfestival Marbella erhielt er eine Auszeichnung als bester Kurzfilm.
Jens Roth ist der Begründer der SourceTuning Schauspielmethode. Diese unterrichtet er in Berlin. Unter anderem arbeitete er mit Svenja Jung, Lukas Sauer, Jannik Schümann, Jördis Triebel, Felix Kammerer und Edin Hasanović zusammen.   
Für den neunfach oscarprämierten Film Im Westen nichts Neues., arbeitete Jens Roth zusammen mit Felix Kammerer, der für seine Hauptfigur Paul Bäumer den Deutschen Filmpreis gewann, sowie mit Edin Hasanović für die Figur Tjaden Stackfleet.

## Filmografie (Auswahl)
- 1997–2003: Verbotene Liebe (Fernsehserie, 5 Folgen)
- 2002: Rosa Roth – Geschlossene Gesellschaft (Fernsehreihe)
- 2003: Königskinder (Fernsehfilm)
- 2003: Auch Erben will gelernt sein (Fernsehfilm)
- 2010: Der Landarzt (Fernsehserie, Folge Schuss vor den Bug)
- 2014: Reiff für die Insel – Katharina und die Dänen (Fernsehreihe)